# Simon Gyula (politikus)
Simon Gyula (Pinnye, 1838. április 4. – Pinnye, 1893. május 7.) jogász, politikus, alispán, majd főispán.

## Élete
Apja Simon János, édesanyja kocsobai Tiboth Magdolna. A középiskolát a soproni bencés gimnáziumban végezte, majd Bécsben folytatott jogi tanulmányokat. 1858-ban a soproni helytartó tanácsnál lett fogalmazó gyakornok. 1859-ben kezdett Moson vármegye közigazgatásában dolgozni, ahol különböző beosztásokban működött (1859-ben magyaróvári szolgabírói tollnok, 1860-ban Moson vármegyei másod-aljegyző). 1862-ben Moson vármegyei főjegyző, 1871-től pedig alispán lett. 1876-ban királyi tanácsossá nevezték ki, 1879-ben pedig Ferenc József a Vaskorona-rend III. osztályával tüntette ki. 1880-ban Magyaróvár–Szentjános juttatta Szabadelvű párti programmal az Országgyűlésbe, de már az 1881-es választásokon vereséget szenvedett. Csalódottságában pinnyei birtokára vonult vissza. 1884-ben azonban, báró Miske Imre főispán halála után, az uralkodó Simont tette meg Moson vármegye új főispánjává, amely hivatalt aztán haláláig viselte is.